# Cloudcomputing
Cloudcomputing of clouddienst is het via een netwerk – vaak het internet – op aanvraag beschikbaar stellen van hardware, software en gegevens, ongeveer zoals elektriciteit uit het elektriciteitsnet. De term is afkomstig uit de schematechnieken uit de informatica, waar een groot, decentraal netwerk (zoals het internet) met behulp van een wolk wordt aangeduid.
De cloud (Nederlands: wolk) staat voor een netwerk dat met al de computers die erop aangesloten zijn een soort 'wolk van computers' vormt, waarbij de eindgebruiker niet weet op hoeveel of welke computer(s) de software draait of waar die computers precies staan. De gebruiker hoeft op deze manier geen eigenaar meer te zijn van de gebruikte hard- en software en is dus ook niet verantwoordelijk voor het onderhoud. De details van de informatietechnologische infrastructuur worden aan het oog onttrokken en de gebruiker beschikt over een "eigen", in omvang en mogelijkheden schaalbare, virtuele infrastructuur. De cloud is dus een techniek waarmee schaalbare online diensten kunnen worden aangeboden. Zonder de mogelijkheid tot schalen heeft een aangeboden onlinedienst geen betrekking op cloudcomputing.
Met de ontwikkeling van internet, e-mail, zoekmachines en socialemediaplatformen kreeg het begrip cloud nog een andere betekenis. Hierbij gaat het om opslag van gebruikersdata op servers die eigendom zijn van de bedrijven die de diensten aanbieden en alleen toegankelijk zijn via internet.

## Geschiedenis
De term cloud is ontstaan samen met het concept van packet switching. Doordat de verzonden datapakketten niet meer over een vastgelegd traject gingen, wist men niet meer, en hoefde men niet meer te weten, welke weg ze volgden om aan hun eindpunt te komen. Sindsdien stelde men het netwerk voor als een wolk om aan te duiden dat men niet met zekerheid kon zeggen welke route binnen de wolk werd gevolgd. In cloudcomputing gaat het niet meer over verbindingswegen maar over infrastructuren. Sun Microsystems gaf als eerste invulling aan het concept met de slogan "the network is the computer" (het netwerk is de computer) en de introductie van software die het mogelijk maakte taken en gegevens over vele computers te verdelen, zoals het Network File System.
De Engelstalige term cloud computing is voor het eerst benoemd in 1996 door een kleine groep technology executives in een kantoor van Compaq Computer. Zij bespraken de toekomst van internetbedrijven en noemden dit cloud computing. De eerste definitie werd in 1997 als volgt door Ramnath K. Chellappa geformuleerd: "Een computerparadigma waarbij de grenzen van de computer worden vastgesteld door het economische aspect eerder dan de technische limieten."
Rond het jaar 2000 kwam Software as a Service (SaaS) erg sterk op. Het bedrijf Salesforce.com bouwde technologieën van onder andere Google en Yahoo! om tot echte bedrijfstoepassingen. Microsoft breidde SaaS uit met webdiensten en Amazon moderniseerde zijn datacentra. Door deze bedrijven kende cloudcomputing een sterke toename.
In 2005 kwam Amazon op de markt met zijn webdiensten en in 2007 begonnen Google, IBM en enkele universiteiten met onderzoeksprojecten om informaticastudenten te trainen in de complexe techniek van cloudcomputing. Belangrijke aanjager van het succes van cloudcomputing is de mogelijkheid om de serveromgeving te virtualiseren. Het succes van cloudcomputing loopt dan ook synchroon met dat van virtualisatie, zoals geleverd door partijen als VMware, Oracle, Microsoft en Citrix.
In de eerste decennia van de computer werd gewerkt met mainframes (server) en terminals (clients). Men gaat met cloudcomputing terug naar dit concept met als grote verschil dat er geen centraal mainframe meer wordt gebruikt maar een gedistribueerde serverfarm.
De term cloud computing kreeg voet aan de grond in 2006, toen bedrijven als Google en Amazon de term omarmden. Zij gebruiken deze term om de manier te beschrijven waarop hun klanten toegang krijgen tot software en bestanden via het web in plaats van dat ze op de desktop zijn opgeslagen. Op 9 augustus 2006 introduceerde Eric Schmidt, de CEO van Google, cloudcomputing op een industrieconferentie. Dit was de eerste keer dat de term in de moderne context werd gebruikt. In 2007 groeide de term cloud computing doordat bedrijven als IBM, Amazon en Microsoft hun investeringen in cloudcomputing uitbreidden. Ook werkten Google en IBM samen om cloudcomputing-gerelateerde projecten op universiteiten op te zetten. In 2007 werden de eerste artikelen over cloudcomputing gepubliceerd in kranten. Het eerste artikel was op 15 november 2007 in The New York Times.
Nadien werd de term populairder. Dit leidde ertoe dat bedrijven als Oracle en IBM ervan werden beschuldigd dat ze verouderde producten onterecht aanprezen als cloudcomputing. Dell probeerde in 2008 een handelsmerk te krijgen op de term cloud computing, wat leidde tot woedende programmeurs.
In 2011 kondigde Jean-Philippe Courtois, Microsofts International President, aan dat het bedrijf 90 procent van het totale budget voor research and development (9,6 miljard dollar) van dat jaar zou uitgeven aan cloud strategy. Microsoft kondigde dat jaar ook aan dat het cloudcomputing zou introduceren bij de volgende grote update van Dynamics ERP-oplossingen die werken via het platform Windows Azure. Sinds 2019 zijn cloud robots voor bedrijven op de markt. Zo heeft Windows sinds oktober 2019 hun nieuwe service Power Automate gelanceerd (voormalig: Windows Flow) waarmee vanuit de cloud bedrijfsprocessen worden geautomatiseerd.

## Architectuur

Globaal overzicht van cloudcomputing

De servers bieden verschillende niveaus van virtualisatie voor hun diensten. Deze zijn beschikbaar via het internet op elke computer die de clientsoftware (meestal een webbrowser) heeft.
De client is de computerhardware en/of -software van de gebruiker die verbinding maakt met de server en de gebruiker in staat stelt gebruik te maken van de dienstverlening (de software op de server).

## Lagen

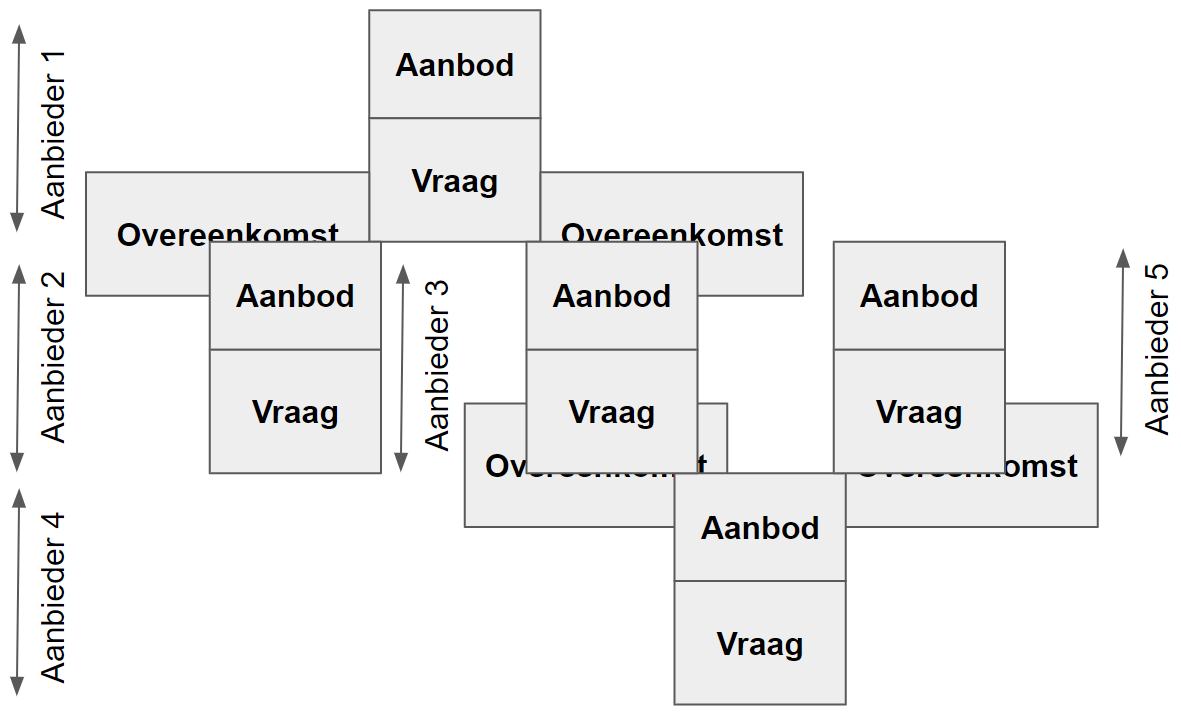
Ook bij het stapelen van services moeten overeenkomsten op elkaar worden afgestemd.

### Cloudapplicaties:software as a service (SaaS)
Bij software as a service (SaaS) biedt de dienstaanbieder eindapplicaties aan "via de cloud". Deze applicaties kunnen van allerlei soort zijn, bijvoorbeeld e-mail, klantenbeheer, personeelsbeheer, videoapplicaties enz. De dienstaanbieder heeft de volledige controle over de applicaties, maar de klant of een derde partij die het beheer uitvoert voor de klant, kan in veel gevallen wel de applicatie configureren en functioneel beheren. In veel gevallen zijn de SaaS-applicaties te gebruiken via een webbrowser op een computer. Hierbij wordt er doorgaans gebruikgemaakt van moderne technologieën zoals Ajax en HTML5 om een interactieve functionaliteit te verkrijgen die vergelijkbaar is of beter is dan die van traditionele client-software. Veel SaaS-applicaties werken ook met mobiele apparaten zoals smartphones en tabletcomputers. Ook is er soms een specifiek stuk clientsoftware vereist en/of is de applicatie te gebruiken via een technische interface (API).

### Cloudplatforms:platform as a service(PaaS)
De PaaS-laag biedt een aantal diensten boven op de infrastructuur die het SaaS-aanbieders mogelijk maken hun toepassingen op een gestructureerde en geïntegreerde wijze aan te bieden. Voorbeelden van diensten in deze laag zijn toegangsbeheer, identiteitenbeheer, portaalfunctionaliteiten en integratiefaciliteiten.
De klant van PaaS-diensten is een professionele, technische partij die voor het uitoefenen van zijn rol dan ook de nodige vrijheidsgraden moet hebben, binnen vastgelegde grenzen. In dit systeem worden het framework en de infrastructuur beheerd door de dienstverlener en kan de gebruiker verder instaan voor de applicaties. Er is dikwijls ook sprake van faciliteiten voor de ontwikkeling. Hier wordt vaak gewerkt met een ontwikkelingstaal of framework zoals Python, .NET of Java waarin men functionaliteiten kan definiëren.

### Cloud Infrastructure:infrastructure as a service(IaaS)
In deze laag wordt de infrastructuur aangeboden via een virtualisatie of hardware-integratie. In deze laag vindt men de servers, netwerken, opslagcapaciteit en andere infrastructuur. Dit laat de gebruiker volledige vrijheid toe over de hardware. Hier is dus ook kennis nodig over de drie lagen en het onderhoud ervan. De cloudserver kan dan ook worden bediend vanaf een externe locatie door meerdere personen.

## Typen

### Publiek
In de traditionele zin van cloudcomputing werkt men publiek of extern. De software en data staan dan volledig op de servers van de externe dienstverlener en er wordt een generieke (voor alle afnemers gelijke) functionaliteit geleverd.

### Privaat
Met private 'cloud' werkt men op een (virtueel) private ICT-infrastructuur. In deze wolk heeft de gebruiker volledige controle over data, beveiliging en kwaliteit van de dienst. De applicaties die via de Private Cloud beschikbaar worden gemaakt, maken gebruik van gedeelde infrastructuurcomponenten die worden ingezet voor meerdere afnemers, bijvoorbeeld afdelingen van een bedrijf, maar worden zelf niet gedeeld met andere klanten. De verantwoordelijkheid voor het onderhouden van de private cloud kan worden uitbesteed aan een leverancier van ICT-diensten. De fysieke locatie van de infrastructuurcomponenten kan zowel de cloudleverancier als de klant zelf zijn.

### Gemeenschappelijk
Bij een gemeenschappelijke cloud werken afnemers uit meerdere organisaties op dezelfde infrastructuur. Als deze organisaties elkaar voldoende vertrouwen en vergelijkbare eisen stellen combineert een gemeenschappelijke cloud een gedeelte van de schaalvoordelen die een publieke cloud heeft, terwijl tegelijkertijd de vertrouwelijkheid van een private cloud wordt bereikt. Een voorbeeld van een groep organisaties die een gemeenschappelijke cloud zouden kunnen benutten is een groep overheden (gemeentes, provincies etc.), die vanwege het werken met persoonsgegevens vergelijkbare eisen aan vertrouwelijkheid hebben waaraan een publieke cloud niet kan voldoen, maar waarbij het meermaals optuigen van een private cloud tot onnodige kosten zou leiden.

## Risico's en bezwaren
Volgens juristen en IT-kenners kleven er diverse bezwaren aan het "zomaar" uitbesteden van diensten die vertrouwelijke informatie kunnen bevatten.

### Europese privacywetgeving
Europese regelgeving stelt diverse eisen aan de opslag van data. Het is de verantwoordelijkheid van bedrijven om ervoor te zorgen dat de data van dat bedrijf die (mogelijk) vertrouwelijke gegevens bevatten van medewerkers en klanten, op een veilige manier worden opgeslagen. Een bedrijf kan aansprakelijk gesteld worden als vertrouwelijke gegevens uitlekken en het bedrijf moet dan kunnen aantonen dat het afdoende maatregelen heeft getroffen om dat te voorkomen.
Zolang een bedrijf de data op zijn eigen infrastructuur in eigen datacentra opslaat is dat vrij eenvoudig te doen, maar als men gebruikmaakt van online clouddiensten heeft men zelf geen controle over de locatie en manier waarop de data worden opgeslagen. In dat geval is men afhankelijk van de aanbieder van clouddiensten.
Om in te spelen op Europese regelgeving bieden dienstenaanbieders opties aan om te garanderen dat er alleen gebruikgemaakt wordt van opslagfaciliteiten in een EU-land. In juni 2020 werd GAIA-X opgericht, een Europees project voor data-infrastructuur in cloudcomputing.

### Amerikaanse Patriot Act
De Patriot Act is Amerikaanse wetgeving gericht op het bestrijden van terrorisme. Op grond van deze wetgeving bezitten de Amerikaanse overheid en overheidsinstanties vergaande bevoegdheden, onder meer ten aanzien van forensisch onderzoek. Dat impliceert onder meer dat Amerikaanse organisaties en bedrijven verplicht zijn om toegang te verlenen op infrastructuur, zoals servers en netwerken. Ook bedrijfsonderdelen buiten het Amerikaanse grondgebied moeten medewerking verlenen aan onderzoek. Dat betekent concreet dat Amerikaanse cloudproviders niet kunnen garanderen dat gegevens in bijvoorbeeld Europa niet door Amerikaanse overheidsdiensten gecontroleerd kunnen worden. Om die reden zou het voor Europese instanties verboden kunnen zijn om een Amerikaanse cloudprovider te kiezen.

### Sarbanes-Oxley-wetgeving
Ook de Sarbanes-Oxley-wetgeving in Amerika kan een probleem zijn voor de implementatie van cloudcomputing en SaaS-diensten. Er zijn gespecialiseerde bedrijven die organisaties kunnen adviseren op het gebied van deze potentiële gevaren.
Net als bij alle SaaS- en cloud-computingdiensten, zijn er mogelijke bezwaren: men moet goed beseffen dat het uit handen geven van vertrouwelijke gegevens niet zonder risico is. Diverse IT-specialisten en -juristen hebben gepubliceerd over de potentiële gevaren van deze diensten.
In dit verband moet nog worden opgemerkt, dat aan de uitbesteding van de dienst, op het gebied van beveiliging en risico's, ook voordelen zijn verbonden. Doordat de betreffende gegevens niet binnen de eigen organisatie worden vastgelegd en beheerd, wordt daarmee het risico van interne manipulatie, vervreemding of misbruik verminderd. Dit moet dan worden afgewogen tegen de risico's van externe opslag.

### Energieverbruik
Datacenters verbruikten in 2023 al ongeveer 3% van alle energie die wereldwijd geproduceerd werd. Dat zou in 2024 al stijgen tot 4%, en de langetermijnvoorspellingen wijzen op een verdere toename. Techgiganten zoals Microsoft, Google en Amazon verkennen daarom ook de mogelijkheden van kernenergie.

## Karakteristiek
- De betrouwbaarheid wordt wel betwist omdat de software op de servers van de dienstverlener staat. Die staat ook in voor de werking en eventuele correcties van fouten en bugs. Als er toch iets misgaat, zijn de gebruikers echter volledig machteloos tot de dienstverlener het probleem oplost. Daar staat echter tegenover dat de serviceprovider meestal over gespecialiseerde deskundigen beschikt om eventuele verstoringen op te lossen. Vaak zal bij een dergelijke serviceprovider meer expertise aanwezig zijn dan bij de afnemer. In de praktijk kan dit betekenen, dat complexere problemen bij de serviceprovider eerder zijn opgelost dan wanneer de dienst bij de afnemer in een 'eigen' datacenter zou draaien. Om de betrouwbaarheid verder te verbeteren kan worden gekozen om de diensten in meerdere datacentra van de dienstverlener te laten draaien of door bijvoorbeeld meerdere dienstverleners in te schakelen. De belangrijkste zwakke schakel die dan nog overblijft is de (internet)verbinding.
- Men is niet gebonden aan een apparaat of locatie, aangezien de gebruiker vaak enkel een webbrowser en internetverbinding nodig heeft. Als er toch een speciale applicatie nodig is, is deze vaak van klein volume en gratis te downloaden via de dienstverlener.
- De kostprijs wordt bepaald door het abonnement of de gebruikte diensten. Dit drukt de vaak hoge aankoopkosten voor software en de hardware die de software moet kunnen gebruiken.
- Vanwege het verhuurmodel en de grote hoeveelheid aanwezige capaciteit kan de infrastructuur binnen enkele minuten worden ingericht en op uurbasis worden ingezet.
- De diensten kunnen eenvoudig schaalbaar worden gemaakt, omdat cloudleveranciers over zeer veel capaciteit beschikken in zowel hardware als netwerkverbindingen. Hoe het opschalen precies werkt is afhankelijk van de cloudleverancier. Soms moet men het opschalen zelf automatiseren, soms is het opschalen in het cloudplatform ingebouwd.
- De beveiliging wordt vaak ook geregeld door de dienstverlener en is vaak even goed of beter dan een privégebruiker zelf kan regelen.
- Als beveiligingsrisico wordt wel genoemd de afgeleide kwetsbaarheid bij een aanval door derden op het netwerk van de serviceprovider (DDoS-aanval). Hoewel een dergelijke aanval dus niet direct op de afnemer van de dienst is gericht, bestaat er de mogelijkheid dat de afnemer toch door een dergelijke aanval wordt getroffen.
- De reactiesnelheid van de software is eerder afhankelijk van de internetverbinding dan van de computer van de gebruiker.
- Juridische aspecten zijn er onder andere op het gebied van het eigendom van de data en applicaties. Veel landen hebben regels met betrekking tot waar data opgeslagen moeten worden en hoelang die bewaard moeten worden. Dit is nog lastig af te dwingen.